# فرشته امینی
فرشته امینی (زاده ۱۳۵۴ ولسوالی زرنج، ولایت نیمروز) سیاستمدار افغانستانی و نماینده مردم ولایت نیمروز در دوره شانزدهم مجلس نمایندگان است. وی در مجلس شانزدهم نمایندگان افغانستان عضو کمیسیون اقتصاد ملی می‌باشد.

## دیگر فعالیت‌ها
دیگر فعالیت‌های وی:
- مسئول کلینیک تشخیصی طبی امینی در نیمروز.